# Jan IX Agapet
Jan IX Agapet, gr. Ἰωάννης Θ΄ Ἀγαπητός – ekumeniczny patriarcha Konstantynopola w latach 1111–1134.

## Życiorys
W 1117 r. zwołał synod w Konstantynopolu, który potępił doktrynę Eustracjusza z Nicei. Prowadził też negocjacje z papieżem mające na celu zlikwidowanie schizmy kościelnej. Nie przyniosły one rezultatu, gdyż biskupi Rzymu żądali uznania przez patriarchę prymatu papieskiego.